# Fissidens decumbens
Fissidens decumbens là một loài Rêu trong họ Fissidentaceae. Loài này được R. Ruthe mô tả khoa học đầu tiên năm 1906.